# خوان گارگیولو
خوان گارگیولو (انگلیسی: Juan Gargiulo؛ زادهٔ ۱۶ ژانویهٔ ۱۹۹۲) بازیکن فوتبال اهل آرژانتین است.